# 花園路 (上海)
花園路是中華人民共和國上海市虹口區一條道路，西至水電路，東端與西江灣路、東江灣路和四川北路三條道路交匯。全长777米。道路修建於中華民国16年（1927年）以前，道路名稱來自於日本人建造的六三花園。